# Peruviaanse algemene verkiezingen 1939
De Peruviaanse algemene verkiezingen in 1939 vonden plaats op 22 oktober.
De verkiezingen werden gewonnen door Manuel Prado y Ugarteche met 77,5% van de stemmen. Hij werd president van Peru en Rafael Larco Herrera werd de vicepresident van het land.

## Uitslag presidentsverkiezingen
| Kandidaat                | Stemmen | %    |
| ------------------------ | ------- | ---- |
| Manuel Prado y Ugarteche | 262.971 | 77,5 |
| José Quesada             | 76.222  | 22,5 |
| Ongeldige stemmen        |         | -    |
| Toatal                   | 339.193 | 100  |
| Geregistreerde kiezers   | 597.182 |      |